# Zuurakan Kajnazarowa
Zuurakan Kajnazarowa (kirg. Зууракан Кайназарова, ros. Суракан Кайназарова, ur. 5 czerwca?/18 czerwca 1902 we wsi Dżyłamysz w obwodzie siemirieczeńskim (obecnie w rejonie Sokołuk w obwodzie czujskim), zm. 4 czerwca 1982 we Frunzem) – radziecka pracownica kołchozu, nowator gospodarki rolnej, polityk, dwukrotna Bohater Pracy Socjalistycznej (1948 i 1957).

## Życiorys
Pracowała jako drużynowa kołchozu Drużba, później w kołchozie im. Kalinina, w 1939 została członkiem WKP(b). W 1947 kierowana przez nią drużyna zebrała rekordowy plon 971,5 kwintala buraków cukrowych z hektara pola. Za wysokie plony buraków cukrowych dwukrotnie otrzymała tytuł Bohatera Pracy Socjalistycznej. W 1958 przeszła na emeryturę. Była deputowaną do Rady Najwyższej ZSRR 1 kadencji (1937-1946) oraz 3 i 4 kadencji (1950-1958). Wybrano ją delegatem na od 3 do 12 Zjazdy Komunistycznej Partii Kirgistanu oraz deputowaną i zastępcą przewodniczącego Prezydium Rady Najwyższej Kirgiskiej SRR, wchodziła też w skład KC Komunistycznej Partii Kirgistanu.

## Odznaczenia
- Medal Sierp i Młot Bohatera Pracy Socjalistycznej (dwukrotnie, 26 marca 1948 i 15 lutego 1957)
- Order Lenina (trzykrotnie, 31 stycznia 1941, 9 czerwca 1947 i 26 marca 1948)
- Order Czerwonego Sztandaru Pracy (28 lutego 1946)

I medale.